# Brooklyn Funk Essentials
Brooklyn Funk Essentials és un grup d'Acid jazz/funk/hip-hop compost per músics i poetes de diferents cultures.
El grup va ser creat l'any 1993, pel productor Arthur Baker i pel baixista i director musical Lati Kronlud. A mitjans dels 90, el grup es va convertir en un dels principals en l'escena dels clubs de la ciutat de Nova York.
El seu primer àlbum, Cool and Steady and Easy (1994) ha tingut el seu èxit amb la versió de The Creator Has a Master Plan del saxofonista Pharoah Sanders. L'àlbum següent, In The Buzz Bag (1998), és un particular mestissatge, resultat de la fusió del funk amb ritmes i instruments de la música folk turca, gravat en col·laboració amb el grup turc Laço Tayfa.

## Músics implicats
Els músics implicats en el projecte de Brooklyn Funk Essentials són:
- Joi Cardwell (cantant)
- Shä-Key (Hanifah Walidah) (cantant)
- Papa Dee (cantant)
- Everton Sylvester (cantant)
- Ipec Scnot (cantant)
- Stephanie McKay (cantant)
- Everton Sylvester (poeta)
- David Allen (poeta)
- Jazzy Nice (DJ)
- Yuka Honda (sintetitzador)
- Bob Brachmann (trompeta)
- Joshua Roseman (trombó)
- Paul Shapiro (saxòfon)
- Yancy Drew Lambert (cantant i bateria)
- E.J. Rodriguez (percussió)
- Lati Kronlund (guitarra, contrabaix)
- Yildiran Goz (oud)
- "Bassy" Bob Brockman (trompeta, flugelhorn)

## Discografia

### Àlbums
- Watcha Playin' (2008)
- In The BuzzBag (2005)
- Make Them Like It (2005)
- Make Them Like It (2000)
- In the Buzz Bag (1998)
- Cool and Steady and Easy (1994)

### Singles
- Mambo Con Dancehall [12"] (2000)
- Mambo Con Dancehall [CD] (2000)
- Make 'Em Like It Sampler (2000)
- Magick Karpet Ride (1999)
- Big Apple Boogaloo (1997)
- Creator Has a Master Plan [Cassette Single] (1995)
- Creator Has a Master Plan [CD Single] (1995)